# Керия
Керия (Келияхъ) (на китайски: 克里雅河; на пинин: Kèlǐyǎ Hé) е река в Западен Китай, в Синдзян-уйгурски автономен регион, губеща се в пясъците на пустинята Такламакан. Дължината ѝ е 519 km (само участъка с постоянно течение), площта на водосборния ѝ басейн е 18 300 km². Река Керия води началото от ледниците в хребета Устюнтаг (съставна част от средната верига от хребети на планинската система на Западен Кунлун), на 5418 m н.в. След това чрез грандиозно дефиле пресича крайната (северна) верига хребети на Западен Кунлун и в района на градчето Керия излиза от планините и навлиза в пустинята Такламакан, където водите ѝ постепенно се губят в пясъците. Има ясно изразено лятно пълноводие в резултат от топенето на снеговете и ледниците. Среден годишен отток при навлизането си в Таримската равнина – 22,6 m³/s, максимален – 780 m³/s. Значителна част от водите ѝ се използват за напояване.